# Trung Serbia
Trung Serbia (tiếng Serbia: централна Србија, đã Latinh hoá: centralna Srbija), còn gọi là Serbia bản thổ (tiếng Serbia: ужа Србија, đã Latinh hoá: uža Srbija),[a] là khu vực của Serbia nằm bên ngoài tỉnh tự trị Vojvodina ở phía bắc và lãnh thổ tranh chấp Kosovo ở phía nam.  Trung Serbia là một thuật ngữ thuận tiện, không phải là đơn vị hành chính của Serbia, và không có bất kỳ hình thức quản lý riêng biệt nào.
Trung Serbia là trung tâm lịch sử của Serbia hiện đại, xuất hiện từ Cách mạng Serbia (1804–1817) và các cuộc chiến sau đó chống lại Đế quốc Ottoman. Trong thế kỷ tiếp theo, Serbia dần dần mở rộng về phía nam, giành lấy Nam Serbia, Kosovo, Sandžak và Vardar Macedonia, vào năm 1918 thì sáp nhập với các lãnh thổ Nam Slav khác thành Vương quốc Nam Tư. Biên giới hiện tại của Trung Serbia được xác định sau Thế chiến II, khi Serbia trở thành một cộng hòa bên trong Cộng hòa Liên bang Xã hội chủ nghĩa Nam Tư, với Kosovo và Vojvodina là các tỉnh tự trị.

## Địa lý
Trung Serbia đại khái chiếm phần lãnh thổ của Serbia nằm giữa các biên giới tự nhiên bao gồm sông Danube và sông Sava (ở phía bắc), sông Drina (ở phía tây) và có biên giới "không tự nhiên" về phía tây nam với Montenegro, phía nam với Kosovo và Bắc Macedonia, và về phía đông với Bulgaria, với một dải nhỏ sông Danube giáp với Romania ở hướng đông bắc. Sông Danube và Sava chia cắt Trung Serbia với tỉnh Vojvodina của Serbia, trong khi sông Drina chia cắt Serbia với Bosnia và Herzegovina. Đại Morava là một sông lớn chảy qua Trung Serbia.  phần mở rộng của ba dãy núi lớn nằm trong phạm vi của Trung Serbia: Dinaric Alps ở phía tây và nam, và Karpat và Balkan ở phía đông.
Một số khu vực địa lý đáng chú ý nằm ở Trung Serbia là: Šumadija, Mačva, Thung lũng Timok (bao gồm cả Thung lũng Negotin), Pomoravlje, Podunavlje, Posavina, Podrinje, Zlatibor và Raška.

## Lịch sử

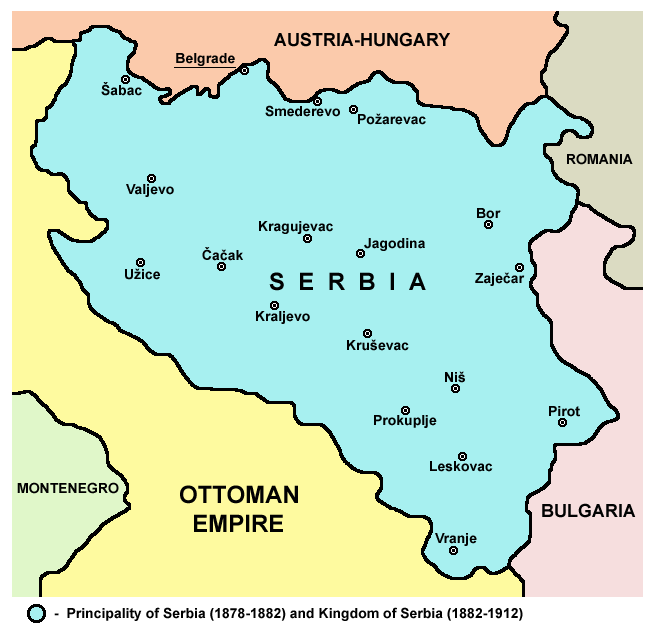
Biên giới của Serbia năm 1878, tương tự như biên giới của Trung Serbia sau này

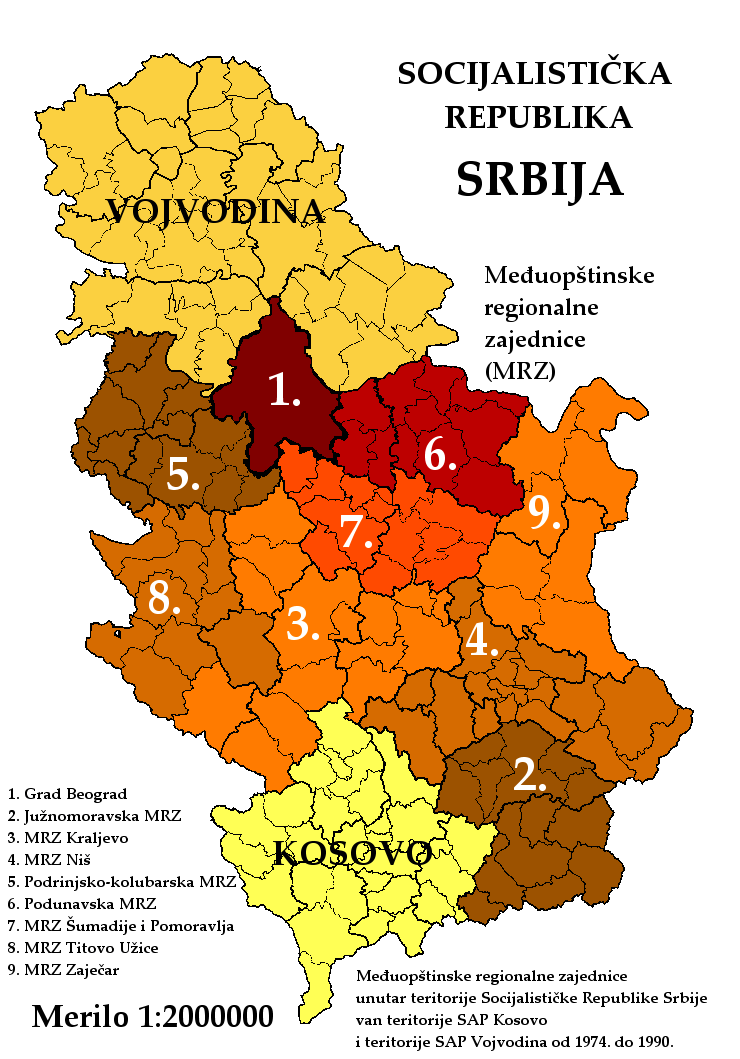
Phân chia hành chính Trung Serbia, 1974–1990

Trong Thời kỳ La Mã, "Moesia" là tên của một khu vực bao gồm cả Serbia. Viminacium (ngày nay là Kostolac) là thủ phủ của tỉnh Moesia Superior.  Người Slav (Sclaveni) tràn ngập vùng Balkan vào thế kỷ thứ 6 và 7. Người Serb là một bộ lạc Slav, được biết là nắm giữ khu vực mà ngày nay là tây nam Serbia vào đầu thời Trung Cổ, trong khi Biên niên sử Hoàng gia Frank đề cập đến Braničevci và Timočani ở phía đông vào thế kỷ thứ 9. Raška nằm ở phía tây nam là cốt lõi của nhà nước Serbia thời Trung cổ; Stari Ras được xác định là thủ đô của Đại thân vương quốc Serbia. Serbia cuối cùng mở rộng biên giới về phía đông. Khu vực gồm hầu hết Serbia bản thổ, cũng như các khu vực tại miền đông Bosnia và Herzegovina, miền bắc Montenegro, Kosovo và miền bắc Macedonia được gọi là "các vùng đất của người Serbia", được đưa vào tước hiệu của những người thống trị Serbia thời Trung cổ. Quốc vương Stefan Dragutin của Syrmia (trị vì 1282–1316) có hai thủ đô, Debrc và Beograd. Sau khi Đế quốc Serbia sụp đổ, "Serbia thuộc Moravia" dưới quyền Lazar (trị vì 1373–89) và Stefan Lazarević (trị vì 1389–1402) tương ứng với Serbia bản thổ. Kruševac là thủ đô của Serbia thuộc Moravia. Đế quốc Ottoman chinh phục khu vực vào thế kỷ 15, và thành lập Quốc gia chuyên chế Serbia, với thủ đô ở Beograd. Sau cuộc chinh phục của Ottoman đối với Quốc gia chuyên chế Serbia, sanjak Smederevo được thành lập, ban đầu đặt tại Smederevo, và cuối cùng đặt tại Beograd sau khi thành phố thất thủ năm 1521 (do đó được gọi là "Pashaluk Beograd").
Từ năm 1718 đến 1739, sanjak Smederevo bị Chế độ quân chủ Habsburg chiếm đóng, họ quản lý khu vực này với tên gọi Vương quốc Serbia. Dân quân Serbia hoạt động trên khắp Serbia bản thổ trong Chiến tranh 1737–1739. Chiến tranh kết thúc với chiến thắng của Ottoman và họ lấy lại sanjak. Nửa phía bắc của Serbia bản thổ trong một thời gian ngắn bị Habsburg chiếm đóng trong Chiến tranh 1787–1791, sau đó quay trở lại Ottoman. Với Khởi nghĩa Serbia lần thứ nhất (1804–13), sanjak trở thành một quốc gia Serbia trên thực tế, được biết đến trong lịch sử là "Serbia cách mạng". Khu vực bị Ottoman chiếm lại vào năm 1813, tuy nhiên, Khởi nghĩa Serbia lần thứ hai (1815–17) chứng kiến Serbia được công nhận là một thân vương quốc tự trị trong Đế quốc Ottoman. Năm 1878, Serbia trở thành một quốc gia hoàn toàn độc lập, đồng thời mở rộng lãnh thổ về phía đông nam. Các biên giới năm 1878 tương ứng với Trung Serbia ngày nay, ngoại trừ các phần nhỏ ở phía tây nam.
Trong Chiến tranh Balkan (1912–13), Serbia tiếp tục mở rộng biên giới về phía nam, nắm quyền kiểm soát phần lớn Kosovo và Bắc Macedonia ngày nay. Việc giành thêm lãnh thổ cũng được thực hiện ở phía bắc (Vojvodina) và tây nam (vùng Sandžak) vào năm 1918, sau Chiến tranh thế giới thứ nhất. Serbia trở thành một phần của Vương quốc của người Serb, người Croat và người Slovene vào ngày 1 tháng 12 năm 1918. Serbia bản thổ không có địa vị chính trị riêng biệt trong Vương quốc; vào năm 1929, khi các tỉnh mới của Vương quốc được thành lập, Serbia bản thổ được chia thành năm banovina', một trong số đó (Morava Banovina) được thành lập ở phía đông với thủ phủ ở Niš.
Từ năm 1941 đến năm 1944, phần lớn lãnh thổ là một phần của khu vực dưới quyền quản lý của Chính quyền quân sự tại Serbia, do Wehrmacht Đức chiếm đóng cùng một chính phủ bù nhìn Serbia. Vùng phía tây nam của Sandžak bị Ý chiếm đóng và sáp nhập vào tỉnh Montenegro thuộc Ý lân cận;  miền nam Kosovo đã được sáp nhập vào Albania trong khi các phần phía đông nam được sáp nhập vào Bulgaria.
Thời kỳ phe Trục chiếm đóng kết thúc vào năm 1944 khi Quân Du kích Nam Tư giải phóng Nam Tư;  Serbia được thành lập với tư cách một trong những nước cộng hòa của Nam Tư mới xã hội chủ nghĩa. Năm 1945, Vojvodina và Kosovo trở thành các tỉnh tự trị bên trong Serbia, do đó phần Serbia nằm ngoài hai vùng này được gọi là uža Srbija ("Serbia bản thổ"). Vào đầu những năm 1990, thuật ngữ uža Srbija được thay thế bằng thuật ngữ mới Centralna Srbija ("Trung Serbia"), được sử dụng trong tất cả các ấn phẩm chính thức của chính phủ Serbia khi đề cập đến khu vực.
Khi hình thành các vùng thống kê của Serbia mới vào năm 2009–10, ba vùng thống kê: Beograd, Šumadija và Tây Serbia và Nam và Đông Serbia tạo thành Trung Serbia.

## Hành chính

Các khu vực thống kê của Serbia kể từ năm 2010 (bao gồm cả Kosovo, tuyên bố chủ quyền bởi Serbia).

Các huyện của Serbia, theo Các khu vực thống kê của Serbia.
| Huyện                  | Diện tích (km²) | Dân số (2011) | Thủ phủ    |
| Beograd                | Beograd         | Beograd       | Beograd    |
| ---------------------- | --------------- | ------------- | ---------- |
| Beograd                | 3.227           | 1.659.440     | Belgrade   |
| Šumadija và Tây Serbia |                 |               |            |
| Mačva                  | 3.264           | 298.931       | Šabac      |
| Kolubara               | 2.474           | 174.513       | Valjevo    |
| Moravica               | 3.016           | 212.603       | Čačak      |
| Zlatibor               | 6.142           | 286.549       | Užice      |
| Šumadija               | 2.387           | 293.308       | Kragujevac |
| Pomoravlje             | 2.614           | 214.536       | Jagodina   |
| Raška                  | 3.922           | 309.258       | Kraljevo   |
| Rasina                 | 2.664           | 273.247       | Kruševac   |
| Nam và Đông Serbia     |                 |               |            |
| Podunavlje             | 1.250           | 199.395       | Smederevo  |
| Braničevo              | 3.865           | 183.625       | Požarevac  |
| Bor                    | 3.510           | 124.992       | Bor        |
| Zaječar                | 3.623           | 119.967       | Zaječar    |
| Nišava                 | 2.727           | 376.319       | Niš        |
| Pirot                  | 2.761           | 92.479        | Pirot      |
| Toplica                | 2.229           | 91.754        | Prokuplje  |
| Jablanica              | 2.770           | 216.304       | Leskovac   |
| Pčinja                 | 3.520           | 159.081       | Vranje     |

## Nhân khẩu
Các nhóm dân tộc ở Trung Serbia theo điều tra nhân khẩu năm 2022:
- Người Serb: 4.169.454 (84,97%)
- Người Bosnia: 153.083 (3,12%)
- Người Romani: 90.998 (1,85%)
- Người Albania: 59.752 (1,22%)
- Người Vlach: 20.828 (0,42%)
- Người dân tộc Hồi giáo: 10.592 (0,23%)
- Người Bungaria: 11.795 (0,24)
- Người Montenegro: 7.814 (0,15%)
- Người Croatia: 6.423 (0,13%)
- Người Nam Tư: 14.705 (0,30%)
- Người Macedonia (dân tộc) 7.746 (0,15%)

Vào năm 2022, hầu hết các khu tự quản ở Trung Serbia có đa số là người dân tộc Serb, ba khu tự quản (Novi Pazar, Tutin và Sjenica) có đa số là người Bosniak, hai khu tự quản (Bujanovac và Preševo) có đa số là người Albania và hai khu tự quản (Bosilegrad và Dimitrovgrad) có đa số là người Bulgaria.